# 12.11 (canción)
«12.11» es el tercer sencillo de un total de 6 correspondiente al álbum Here Today, Tomorrow, Next Week! de la banda islandesa The Sugarcubes en la que se encontraba la cantante y compositora Björk. El mismo fue lanzado en 1989.
Este lanzamiento consistía de una caja formada por 11 discos de 12 pulgadas.

## Lista de discos
| Discos de 12.11 | Discos de 12.11 |
| --------------- | --------------- |
| 12.1 Birthday   | 12 TP 7         |
| 12.2 Coldsweat  | 12 TP 9         |
| 12.3 Coldsweat  | L12 TP 9        |
| 12.4 Deus       | 12 TP 10        |
| 12.5 Deus       | 10 TP 10        |
| 12.6 Birthday   | 12 TP 11        |
| 12.7 Christmas  | 12 TP 11L       |
| 12.8 Coldsweat  | 16 TP 12        |
| 12.9 Motorcrash | 17 TP 12        |
| 12.10 Regina    | 26 TP 12        |
| 12.11 Regina    | 26 TP 12L       |